# Tropicus insidiosus
Tropicus insidiosus är en skalbaggsart som först beskrevs av Antoine Henri Grouvelle 1896.  Tropicus insidiosus ingår i släktet Tropicus och familjen strandgrävbaggar. Inga underarter finns listade i Catalogue of Life.